# Live for Speed
A Live for Speed (rövidítve LFS) egy versenyszimulátor, amelyet Scawen Roberts, Eric Bailey és Victor van Vlaardingen fejlesztett. A játék legfőbb célja a realisztikus versenyzési szimuláció megteremtése akár online, akár a mesterséges intelligencia játékosok ellen. A játékosok egyéni rekordokat állíthatnak fel és feltölthetik a gyorskör módban megfutott legjobb visszajátszásaikat a LFSWorld-re, valamint vezetési leckéket is teljesíthetnek.
Az LFS kizárólag letölthető formában érhető el. A hivatalos honlapon egy ingyenes (időkorlát nélküli) változat található meg, a teljes tartalom feloldásához azonban egy licenc vásárlása szükséges. Az ingyenes mód egy pályát és három vezethető autót kínál.

## Játékmenet
Az LFS többfajta beviteli eszközt támogat, ilyen a kormány, az egér, a billentyűzet, a joystick és a gamepad.
A versenyek egy előre meghatározott körig vagy ideig tarthatnak, hasonlóan az endurance versenyekhez. A játékosnak egyes beállításokat megváltoztathat egyenesen az autóból, verseny közben, ilyen a fékerő-eloszlás, első- és hátsó keresztstabilizátor. A játékos verseny közben előre beállíthatja és változtathatja a bokszutca-kiállási stratégiáját, ide betérve nyílik lehetőség az üzemanyag-feltöltésre, gumicserére és egyéb beállítási változtatásokra (kerekenkénti guminyomás, első- és hátsó szárny dőlésszöge, futóműbeállítás, stb.). A bokszutcában a megengedett maximum sebesség a legtöbb pályán 80 km/h, ennek túllépése a valós autóversenyzéshez hasonlóan büntetéssel jár, ami lehet bokszutca-áthajtásos büntetés, megállásos- vagy időbüntetés. A rajthely alakulása lehet véletlenszerű, de függhet az előző versenyen, illetve a versenyt megelőző kvalifikáción elért helyezéstől is.
A játékosok gyakorló módban is kipróbálhatják tudásukat, ekkor különféle vezetési gyakorlatokat teljesíthetnek, mint például a megfelelő kanyarodás, a gáz- és fékszabályozás vagy az ellenfelek legyőzése. Ezek teljesítése valamilyen feladatok sikeres megoldásán múlik. A következő lecke csak az összes előző lecke teljesítése után válik elérhetővé. A leckék teljesítése nem szükséges ahhoz, hogy a játékos feloldja az autókat vagy pályákat, mivel azok már a kezdetektől fogva elérhetőek a játékos licensz-szintjéből kifolyólag.
A többjátékos, online módban egy szerveren a játékosok könnyen megoszthatnak egymással autóbeállításokat, szöveges chaten beszélgethetnek. Az LFS támogatja az autón belüli sofőrcserét egy boxkiállásnál, mely gyakori eleme az órákon át tartó endurance versenyeknek (6, 12, 24 órás versenyek). Így könnyen válthatja az egyik játékost a másik egy adott autóban, hogy folytassa a versenyt. Annak ellenére, hogy a szimulátor első változata már több, mint 20 éve jelent meg, az online közösség aktív. Alkalmi versenyeket rendeznek a hét négy-öt napján minden héten, valamint gyakran szerveznek szezonokra bontott bajnokságokat is (pl. a New Dimension Racing által szervezett bajnokságok).
A Live for Speed lehetőségek tárházát kínálja programozók számára, hiszen az InSim, OutSim és OutGauge protokolloknak és rendszereknek köszönhetően lehetőség nyílik szerverkezelő rendszerek, adatbázisok létrehozására, mindennemű valós idejű adat külső lekérésére, kinyerésére, gyűjtésére (pl. a szimulátor fizikai motorjából kinyert telemetria, motion szimulátoroknak való erővektorok/adatok továbbítása, külső eszközre való adattovábbítás például egy műszerfalnak stb.).

## Kiadások
Eredetileg a játékot részletekben kívánták megjelentetni a fejlesztői, melyek az S1 (Stage 1) és S2 neveket viselték. A terv szerint mindegyik "szakasz" újabb fejlesztéseket és újdonságokat tartalmazott volna az előzőhöz képest, például a fizikai modellezés, a grafika és a hangzásvilág terén. A szakaszok/fázisok értelmezése kissé megváltozott az idők során, ugyanis ma az S1, S2 és S3 jelölés kizárólag az elérhető tartalom (autók/pályák) tekintetében különbözteti meg az egyes megvásárolható licenszeket — a szimulátor fejlesztése ilyen szempontból ma már lineárisan, verziós alapon zajlik. Ennek köszönhetően a technikai jellegű újítások mindenki számára elérhetőek (legyen a játékos Demó, vagy S1/S2/S3 licensszel rendelkező). A licenszek közötti különbség lényegében az autók és pályák számában, valamint az egy időben a szerveren tartózkodó maximális játékosszámban fedezhető fel. A licensz-szintek lefelé kompatibilisek, tehát az S3 vásárlói az S3 szerverek mellett az S2, az S1 vagy akár a Demó tartalmat használó szerverekre, az S2 játékosok az S2 szerverek mellett az S1 és Demó tartalmat kínáló szerverekre is csatlakozhatnak, és így tovább.
A Live for Speed első publikus változata 2002. augusztus 18-án került fel az internetre (0.04k). 2003. július 17-én megjelent a 0.3A verzió, mely tartalmazta az akkori tervek szerinti S1-tartalmat. 2005. június 25-én jelent meg az "LFS S2" alfa verziója (0.5P), ekkor váltak elérhetővé a S2-licenszes autók és pályák. 2015. december 19-én elérhetővé vált az S3 licensz (0.6K), mely megjelenésekor egyetlen pályát, az angliai Rockingham Motor Speedway lézerszkennelt változatát hozta. 2021 decemberében, a 0.7A változattal az S3 licensz kapott még egy pályakörnyezetet (mely egy nagy, 16 km2-es parkolóterület). Ugyanekkor az S3-licenszelt játékosok számára megjelent az autók változtatásának, létrehozásának lehetősége (modding) és a LFS Editor modellezőszoftver is.
A legfrissebb változatot (0.7G) 2025. augusztus 15-én adták ki a fejlesztők.

## Szimuláció
Sok egyéb dolog mellett a rendkívül jól kidolgozott fizikai motor felelős a gumik, a felfüggesztés, az aerodinamika, a hajtáslánc, a különböző sebességváltó-típusok, a kuplung túlmelegedés, a karosszéria sérülés, valamint a motor sérülés szimulációjáért is. A gumi-modell a dinamikus kopást és koszolódást, a nyomást és a hőmérsékletet, illetve a gumi oldalfalának deformációját befolyásolja. A 0.6F változatnak köszönhetően a játék olyan 3D készülékeket is támogat, mint például a 3D TV-k, és az Oculus Rift (DK1, a DK2 támogatást a 0.6G változat tartalmazza), valamint a grafikai motor alapja DirectX 9 lett. A 0.6Q változattól fogva a szimulátor realisztikus 3D tükröket használ az autókon (VR és egyéb 3D módokban).
2018. augusztus 26-án a fejlesztők egy állapotjelentésben eláruták, hogy egy új grafikai rendszeren dolgoznak. Ez azt is eredményezte, hogy minden meglévő pályakörnyezetet frissíteni kell, hogy azok felületei kompatbilisek legyenek az új megvilágítási rendszerrel. 2019. április 28-án, szintén egy állapotjelentésben a teljes napszakok szimulációját és azok megvilágítását mutatták be. 2020. március 27-én egy technikai állapotjelentésben részletezték, hogy a fejlesztői változat már DirectX 11-et használ. Az új grafikai és megvilágítási rendszer még mindig fejlesztés alatt áll és jelenleg, a 0.7E verzió még mindig DirectX 9 alapú.

## Autók
Az S2 licenc összesen 20 különböző autót tartalmaz. Az autók között van több, amelyik kezdőbarátabb, de megtalálhatóak a tapasztalt játékosok számára elkészített járművek is. Az autók nagyjából 100 és 700 lóerő között vannak kategóriánként felosztva. Vannak fiktív sportautók, GT-k, DTM-féle versenyautók és közúti hatchbackek is.
Az LFS autói főleg fiktív autók, de tartalmaz 5 hivatalosan licencelt autót is:
- BMW Sauber F1.06
- Formula BMW
- A McGill University által készített Formula SAE
- Valmet RaceAbout 2003 (Helsinki Polytechnic Stadia által tervezett koncepció autó)
- Volkswagen Scirocco (bejelentették, de még nem adták ki)

2021. december 16-án megjelent a 0.7A változat, mellyel megnyílt az autók változtatásának, létrehozásának lehetősége (modding), méghozzá hivatalos, a fejlesztő által kialakított rendszerben. Megjelent a LFS Editor, mely egy autószerkesztő- és modellezőszoftver. Ennek segítségével a játékosok létrehozhatnak új autókat, változtathatják a meglévőket, vagy akár külső forrásból is importálhatnak modelleket (a modellre vonatkozó licencfeltételek betartása mellett). Az így létrehozott autók – a legtöbb versenyszimulátorral ellentétben – központilag tárolt és rendszerezett, online is használható modok (tehát a betöltés automatikusan megtörténik, így egy adott játékosnak nem kell külső forrásból letöltenie az autót, hogy használni tudja, és ha pedig mások használják, lássa azt). A közösség által létrehozott járművek a játékban (0.7B+), illetve a hivatalos weboldalon is böngészhetőek.

## Pályák

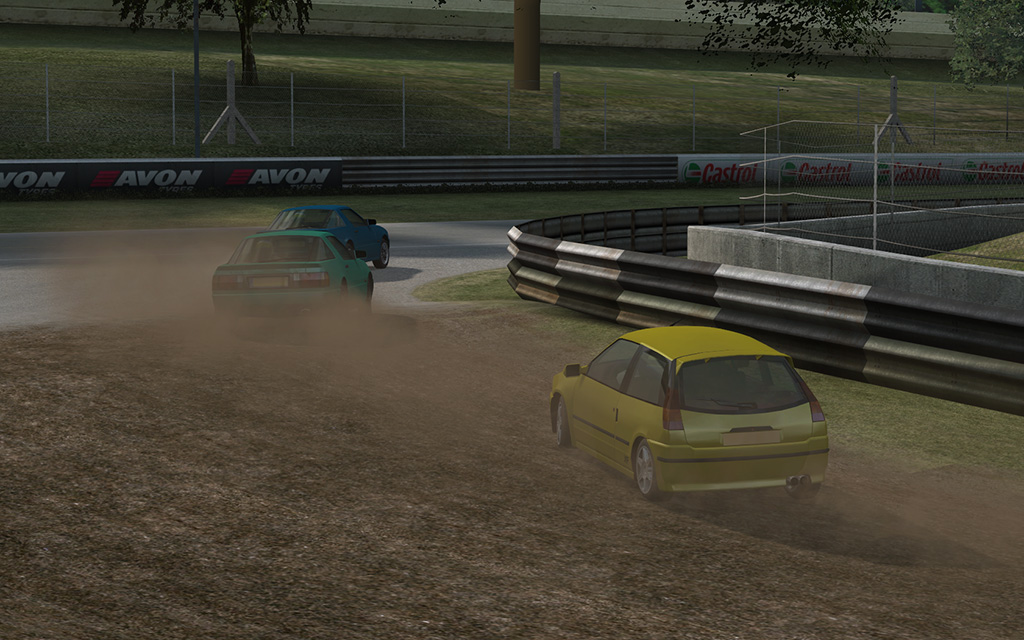
Pillanatkép a Live for Speed játékból: Blackwood Rallycross pálya

Az LFS egy valós és nyolc különböző fiktív környezetet tartalmaz, mint például a kelet-londoni, a jamaicai, vagy a kiotói. Mindegyik különböző konfigurációkat tartalmaz, és visszafelé is lehet rajtuk versenyezni. Összesen, a ralikrossz pályákkal együtt 62 konfiguráció érhető el. Ezeken kívül van még két autóparkoló környezet, amiben a játékosok létrehozhatják saját autocross pályáikat, különféle objektumok segítségével. 2009. szeptember 21-én a fejlesztői csapat bejelentette a Rockingham Motor Speedway lézer-szkennelt változatának az érkezését. A versenypályát 6 évvel később, 2015. december 19-én adták ki a 0.6K változatban.

## LFSWorld
Az LFSWorld.net egy széles körű statisztikai weboldal és adatbázis. Az összes versenyző online versenystatisztikái elérhetőek (egyéni köridő-rekordok, megtett körök száma, megtett távolság, felhasznált üzemanyag-mennyiség). A felhasználók megnézhetik a többiek statisztikáit, valamint letölthetik a gyors-köreiket is. Egyéni festések feltöltésére is lehetősége van a játékosnak, melyek automatikusan láthatóak mások számára a játékban. Elérhető egy hivatalos világrekord-köridő táblázat is. Az adatbázisból a játékból parancsok segítségével, de akár egy API-on is lekérhető mindennemű adat, mely a programozók számára biztosítja a további felhasználást.

## Fogadtatás
| Összegzőoldal | Értékelés |
| ------------- | --------- |
| GameRankings  | 87%       |

| Szerző       | Értékelés |
| ------------ | --------- |
| PC Gameworld | 89%       |
| Pelit        | 92/100    |

| Szerző                | Díj                       |
| --------------------- | ------------------------- |
| AutoSimSport          | Legjobb szimuláció        |
| Blackhole Motorsports | Az év játéka              |
| Blackhole Motorsports | Legjobb többjátékos játék |
| Blackhole Motorsports | Legjobb fizika            |
| Blackhole Motorsports | Az év meglepetése         |

- A PC Gameworld 2003-as tesztjében a Live for Speed S1 89%-ra teljesített. (írta Walter Hurdle)[24]
- A Pelit magazin 2004-es tesztjében a Live for Speed S2 92/100 pontot szerzett. (írta Mika Äärilä)[25]
- A Bytesector.com 2005-ben tesztelte az S2-t. "A Live for Speed messze a legjobb játék, amivel valaha játszottam."[26]
- 2005-ben az AutoSimSport magazin a Live for Speed-nek adta a "Legjobb szimuláció" díjat.
- A Blackhole Motorsports weboldal olvasói a következő díjakat adták a szimulátornak:[27]
  - BHM "Az év játéka" díj
  - BHM "Legjobb többjátékos játék" díj[28]
  - BHM "Legjobb fizika" díj[29]
  - BHM "Az év meglepetése" díj[30]